# Pic chevelu
Leuconotopicus villosus
Espèce
Statut de conservation UICN

 LC  : Préoccupation mineure
Le Pic chevelu (Leuconotopicus villosus) est une espèce d'oiseaux de la famille des Picidae. Son poids varie entre 40 et 95 g.

### Articles connexes

Carte de répartition